# Centre de recherches, d'études, de documentation et d'information sur la femme
Pour les articles homonymes, voir CREDIF.
Le Centre de recherches, d'études, de documentation et d'information sur la femme (CREDIF) est un centre de recherches spécialisé sur la condition de la femme en Tunisie.
Cet établissement public tunisien à caractère non administratif créé par la loi du 7 août 1990 est placé sous la tutelle du ministère des Affaires de la femme.
Le CREDIF est créé pour contribuer à la promotion de la condition de la femme, notamment par la diffusion d'études, de recherches, de rapports et de données. Il se présente comme un pôle spécialisé dans les questions liées au genre social, dans le traitement des problèmes de la femme et de l'égalité des chances entre les deux sexes.

## Dirigeants
- 1er janvier 1990-10 mai 1996 : Soukeina Bouraoui
- 11 mai 1996-13 août 1999 : Zakia Bouaziz
- 14 août 1999-17 décembre 2003 : Boutheina Gribaa
- 18 décembre 2003-31 janvier 2010 : Saïda Rahmouni
- 25 mars 2010-1er juillet 2011 : Imen Belhedi
- 10 octobre 2011-2 septembre 2013 : Dalenda Larguèche[4]
- 20 novembre 2013-31 décembre 2014 : Rachida Tlili Sellaouti[5]
- depuis le 13 avril 2015 : Dalenda Larguèche